# Lorenzo Salimbeni
Pour les articles homonymes, voir Salimbeni.

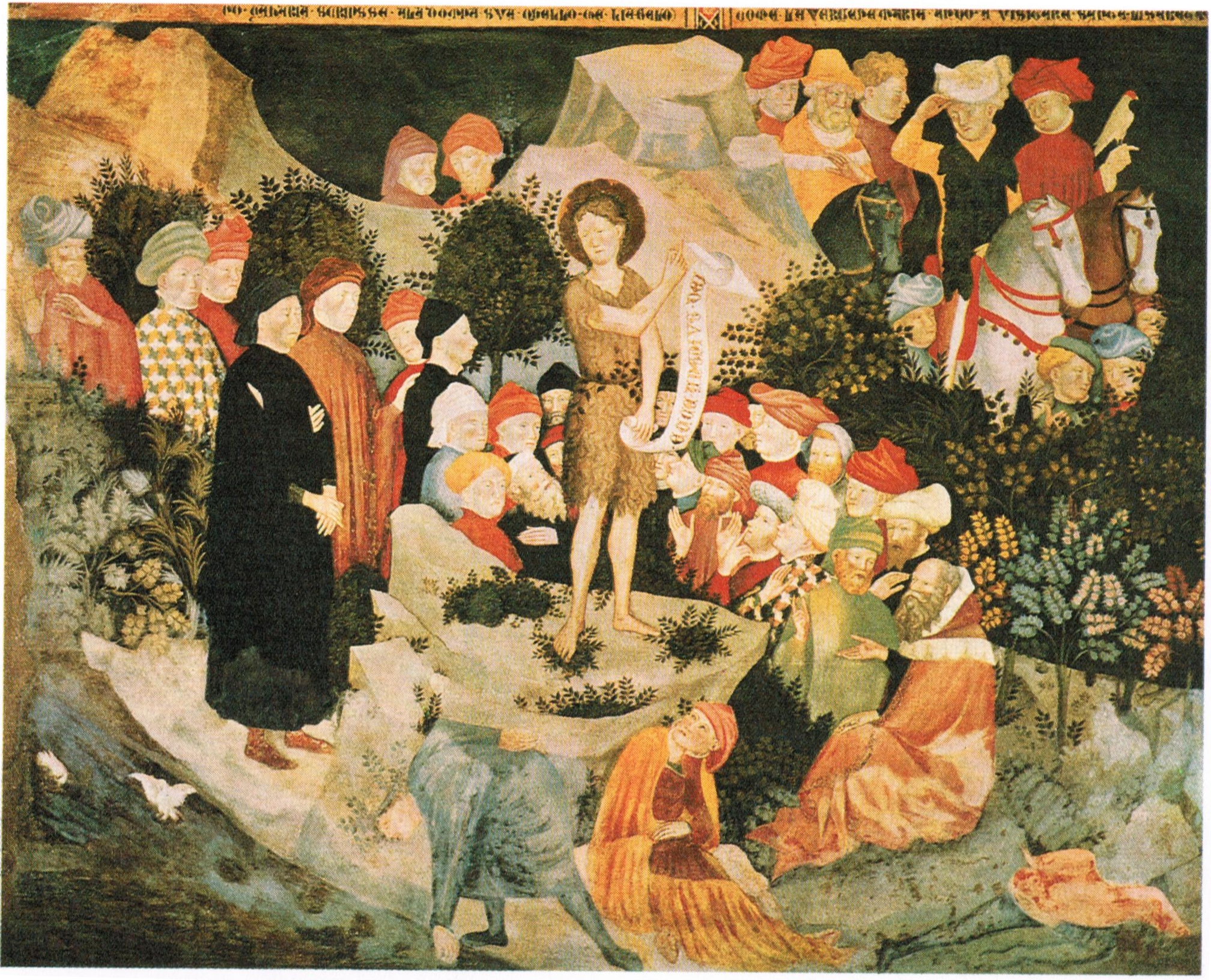
Le Sermon de saint Jean-Baptiste, Oratorio San Giovanni Battista, Urbino.

Lorenzo Salimbeni, ou Lorenzo di San Severino (San Severino Marche, né en 1374 et mort vers 1416 - 1420, est un peintre italien gothique du  Quattrocento, contemporain de Gentile da Fabriano.

## Biographie
Lorenzo et son frère, Jacopo Salimbeni (v.1370/1380 - ap.1426), ont vécu et travaillé ensemble et leurs œuvres sont indissociables bien que Lorenzo soit plus renommé et qu'il ait signé seul certaines œuvres.
Les frères Salimbeni sont nés à San Severino Marche dans la dernière partie du XIVe siècle et ont continué à vivre et travailler dans leur ville natale ne voyageant que dans les villes limitrophes d'Urbino ainsi que dans la partie nord de l'Ombrie, Pérouse et Norcia.
Leur carrière artistique s'étend sur un espace de temps relativement court et la majeure partie de leur travail se trouve dans les églises et dans les environs de leur ville natale.

## Œuvres
- Sposalizio mistico di Santa Caterina, triptyque signé de Lorenzo et daté 1400, Pinacoteca Civica, San Severino Marche.
- Scènes de la vie de saint Blaise, Vierge et l'Enfant, Martyre de saint Étienne et Saint Genès (1406), crypte de la collégiale de San Ginesio.
- Storie di Sant'Andrea (1406-1410?), conservée à  San Severino Marche.
- Storie di San Giovanni Evangelista, conservée à San Severino Marche.
- Crocifissione avec  Storie di San Giovanni Battista (1416), oratoire  San Giovanni Battista à Urbino, considéré comme le chef-d'œuvre des deux frères (avec Jacopo mort vers 1427[2]).
- Vierge à l'Enfant avec sainte Catherine recevant l'anneau, saint Dominique, entourés d'anges, retable pour  Santa Lucia de  Fabriano (conservée à la National Gallery, Londres)

## Liens
- Peintres nés dans les Marches
- Jacopo Salimbeni

## Sources
- (it) Cet article est partiellement ou en totalité issu de l’article de Wikipédia en italien intitulé « Lorenzo Salimbeni » (voir la liste des auteurs).